# Turó de Can Pasqual
El Turó de Can Pasqual és una muntanya de 425 metres que es troba al bosc del pou nou del municipi de Begues, a la comarca del Baix Llobregat.